# 85号美国国道
85号美国国道（英語：U.S. Route 85）是一条南北方向的美国国道。该公路连接了德克萨斯州艾尔帕索和北达科他州福尔图娜，全长1,479英里。